# English Electric

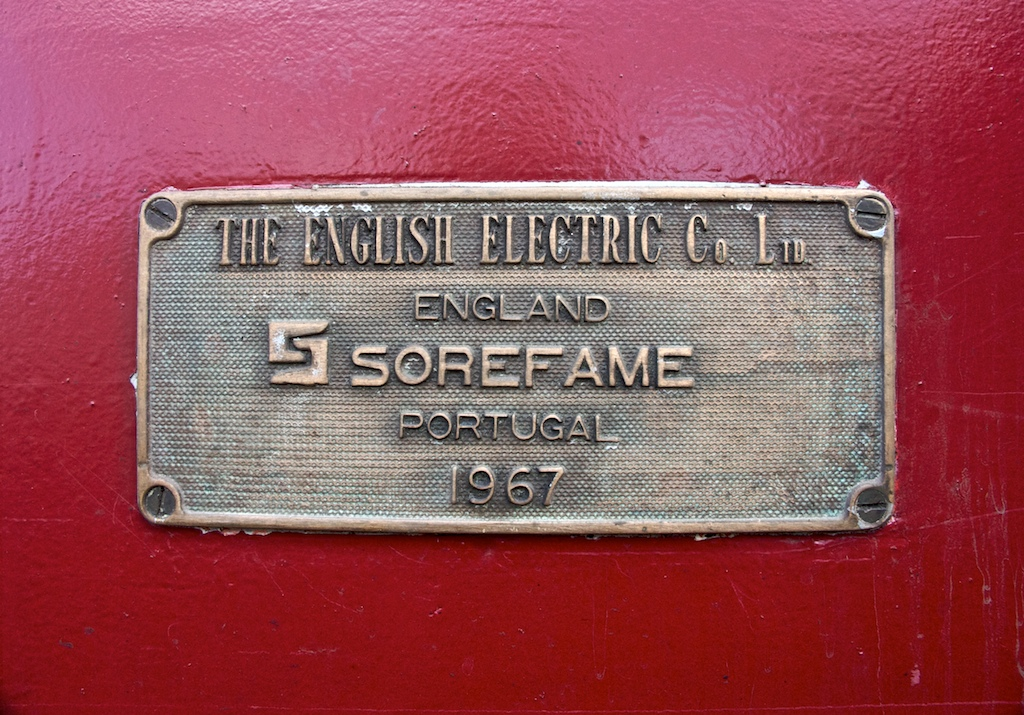
Locomotiva 1449 [English Electric • Sorefame ] N.º UIC: 9094 110 1449-3 (Takargo Rail)

English Electric Company Limited (EE) — британський промисловий виробник, утворений після перемир’я під час Першої світової війни шляхом об’єднання п’яти підприємств, які під час війни виробляли боєприпаси, зброю та літаки.
Спочатку він спеціалізувався на промислових електродвигунах і трансформаторах, залізничних локомотивах і тяговому обладнанні, дизельних двигунах і парових турбінах. Пізніше його діяльність була розширена і охопила побутову електроніку, ядерні реактори, керовані ракети, військові літаки та мейнфрейм-комп’ютери.
Два зразки англійських електричних літаків стали віхами в британській авіаційній інженерії; Канберра і Блискавка. У 1960 році компанія English Electric Aircraft (40%) об'єдналася з Vickers (40%) і Bristol (20%), утворивши British Aircraft Corporation.
У 1968 році операції English Electric були об'єднані з GEC, об'єднаний бізнес, у якому працює понад 250 000 людей.

## Становлення
Прагнучи направити своїх працівників та інші активи на мирні виробничі цілі, власники низки підприємств вирішили об’єднати їх, утворивши The English Electric Company Limited у грудні 1918 року.

## Друга Світова війна

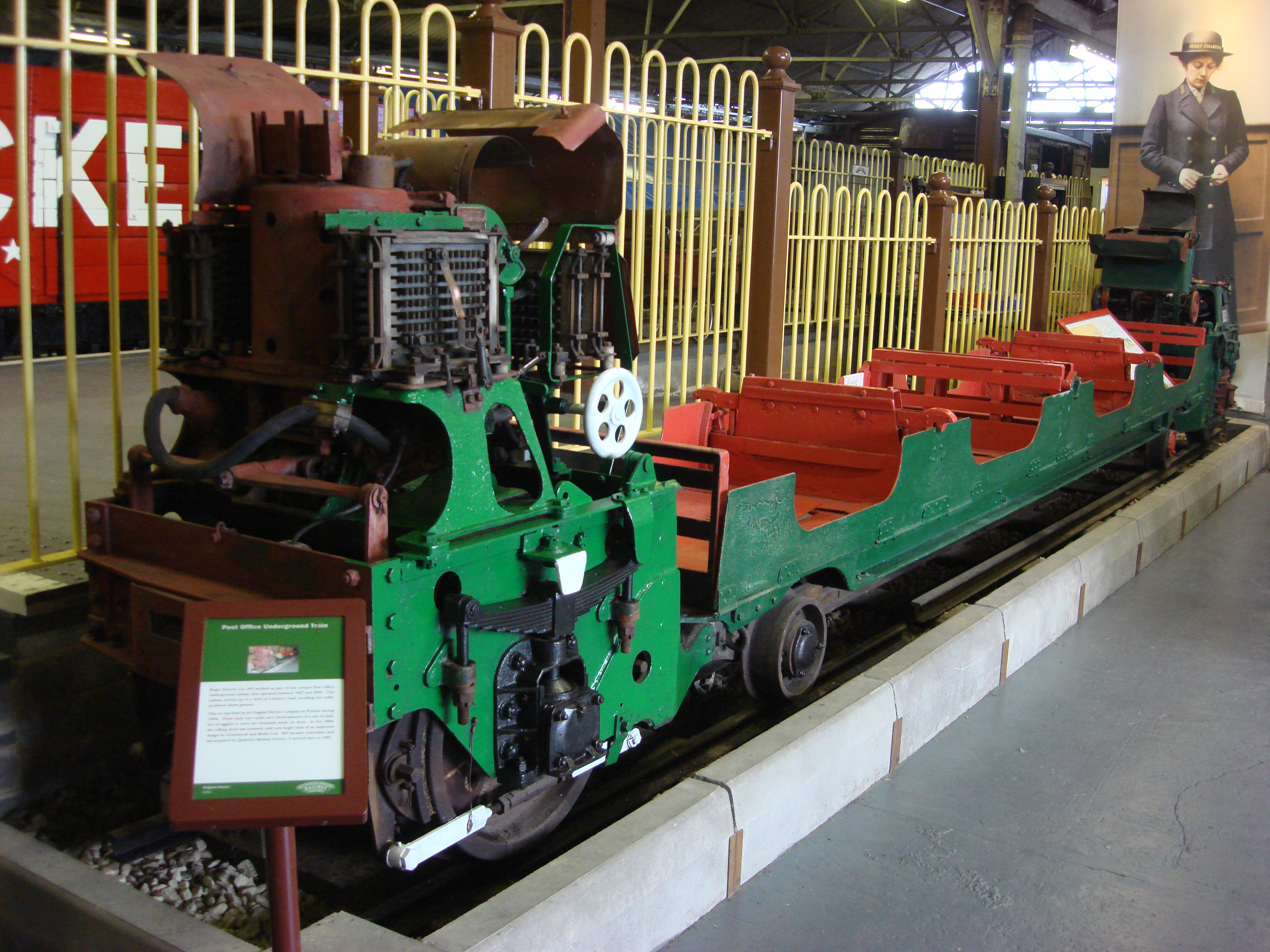
Лондонська поштова залізниця

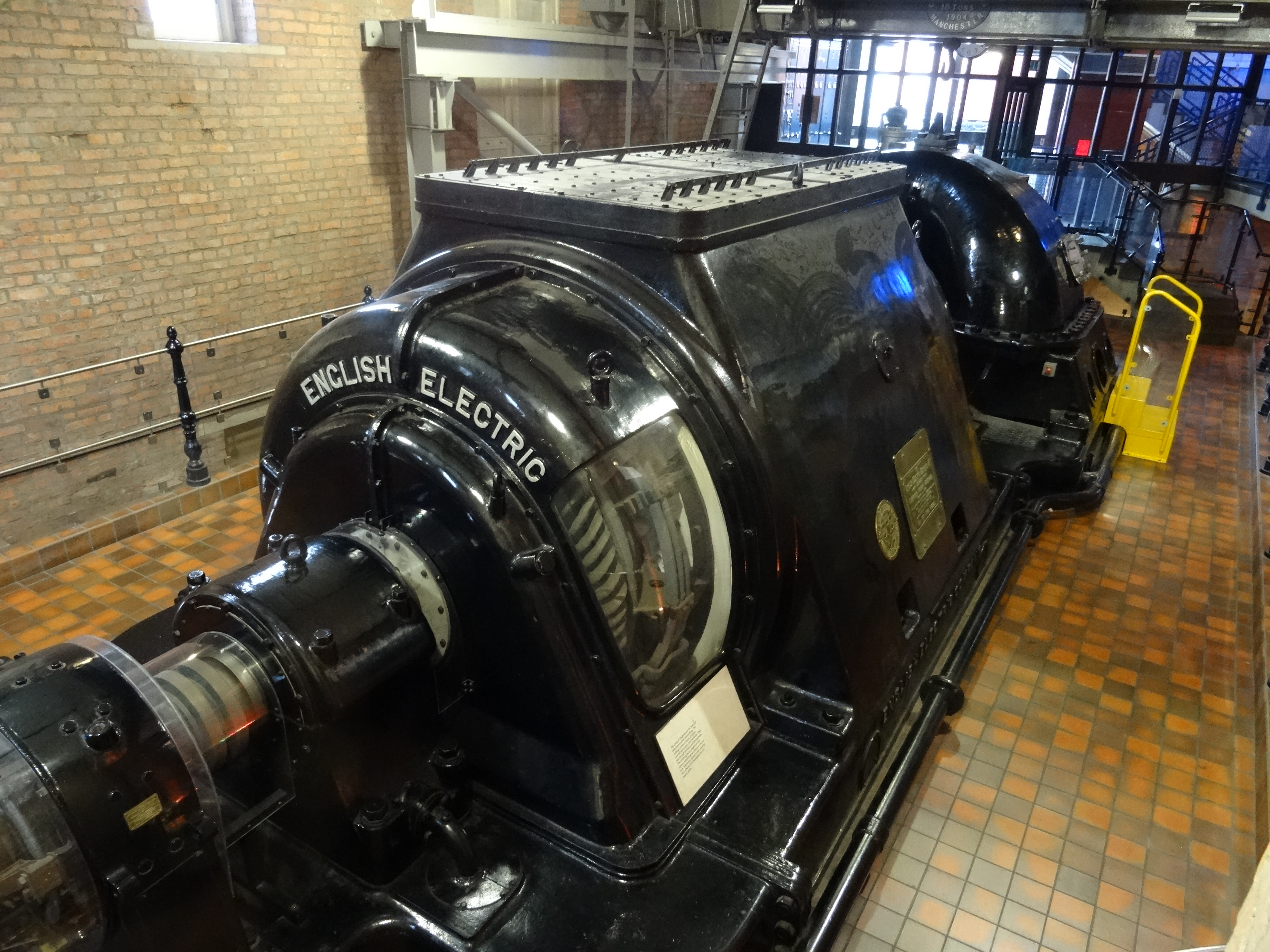
Англійський електричний генератор

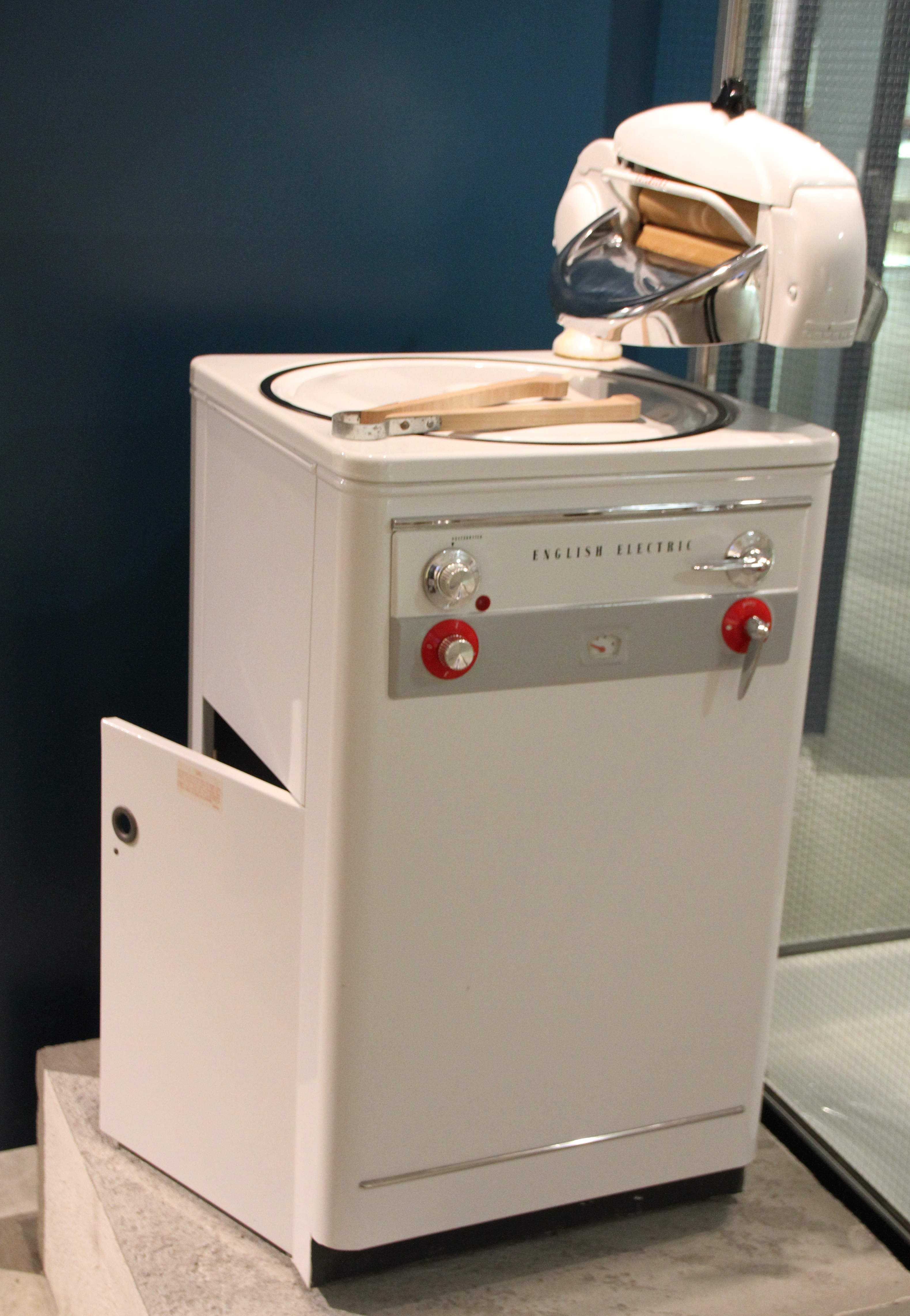
Пральна машина

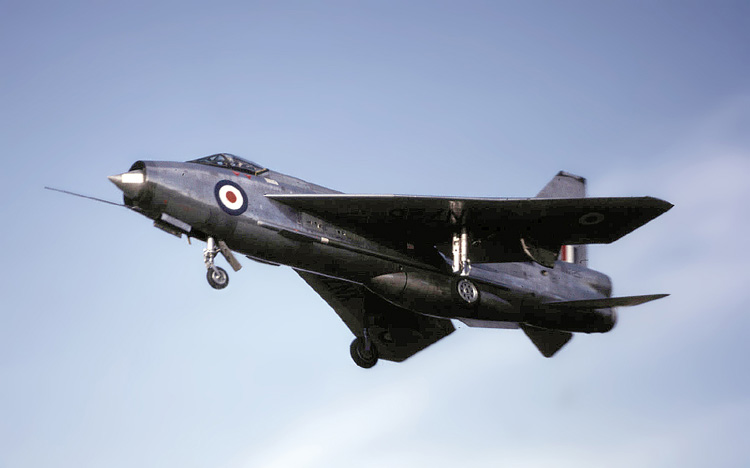
English Electric Lightning

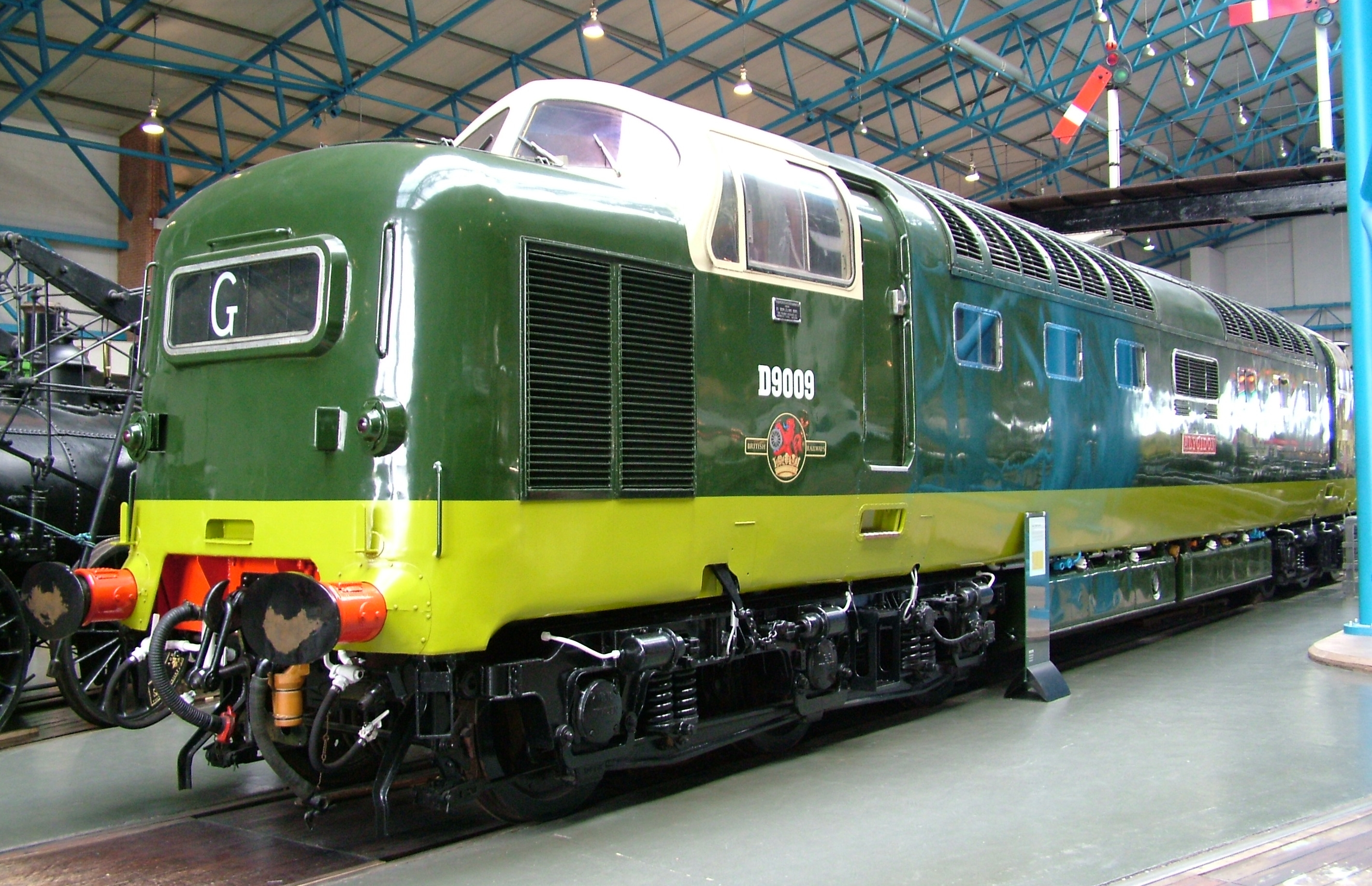
Alycidon English Electric Type 5 (British Rail Class 55) у Національному залізничному музеї, Йорк, Великобританія

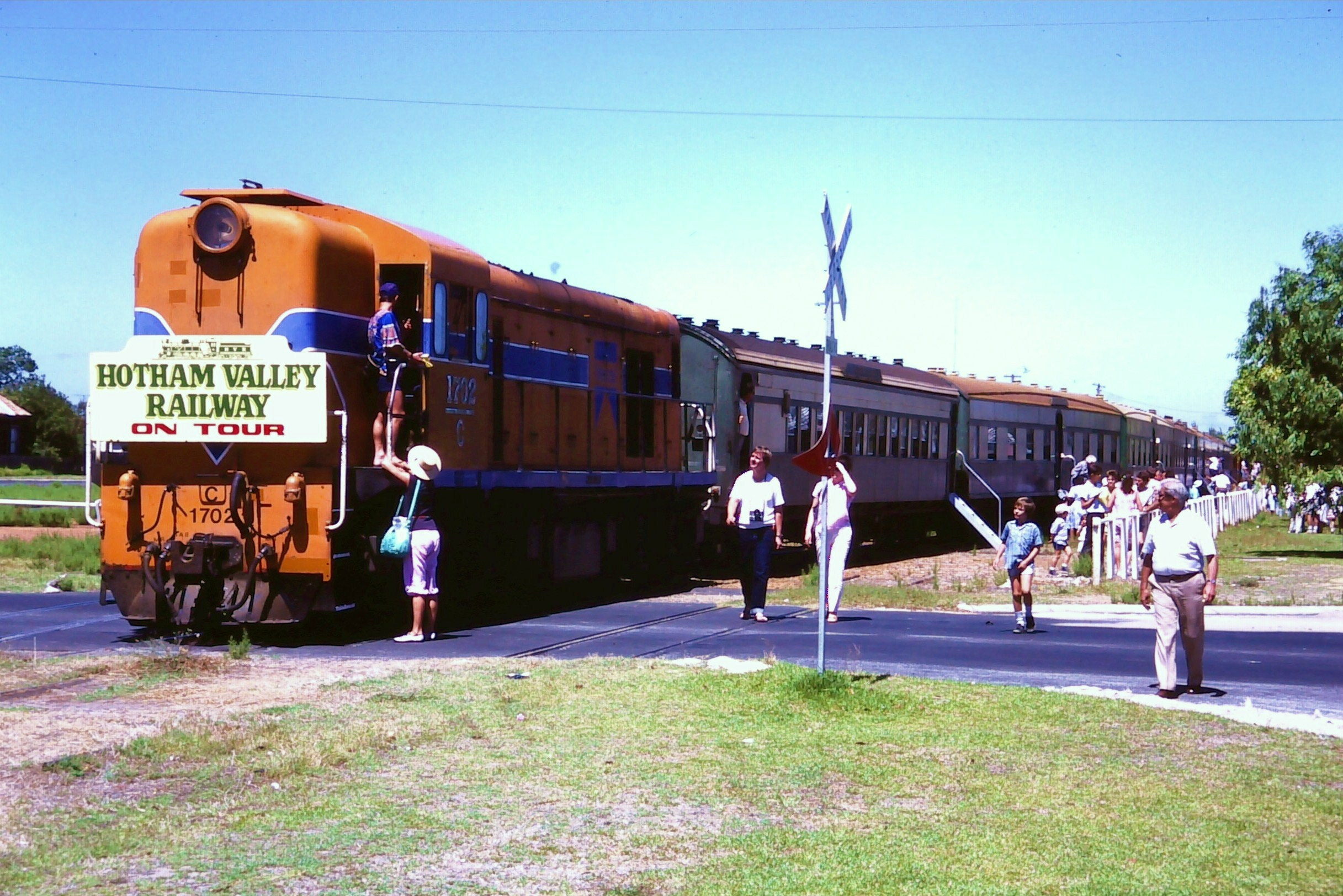
Westrail C1702 у Басселтоні з екскурсійним поїздом Hotham Valley Railway у березні 1986 року

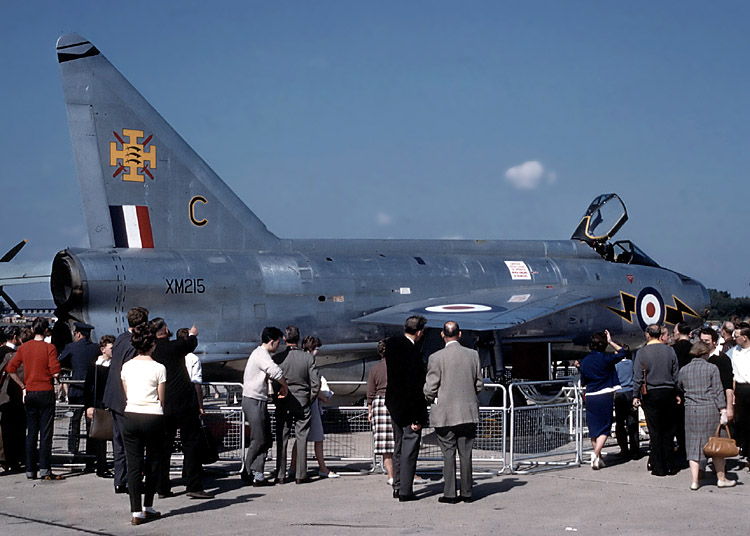
English Electric Lightning

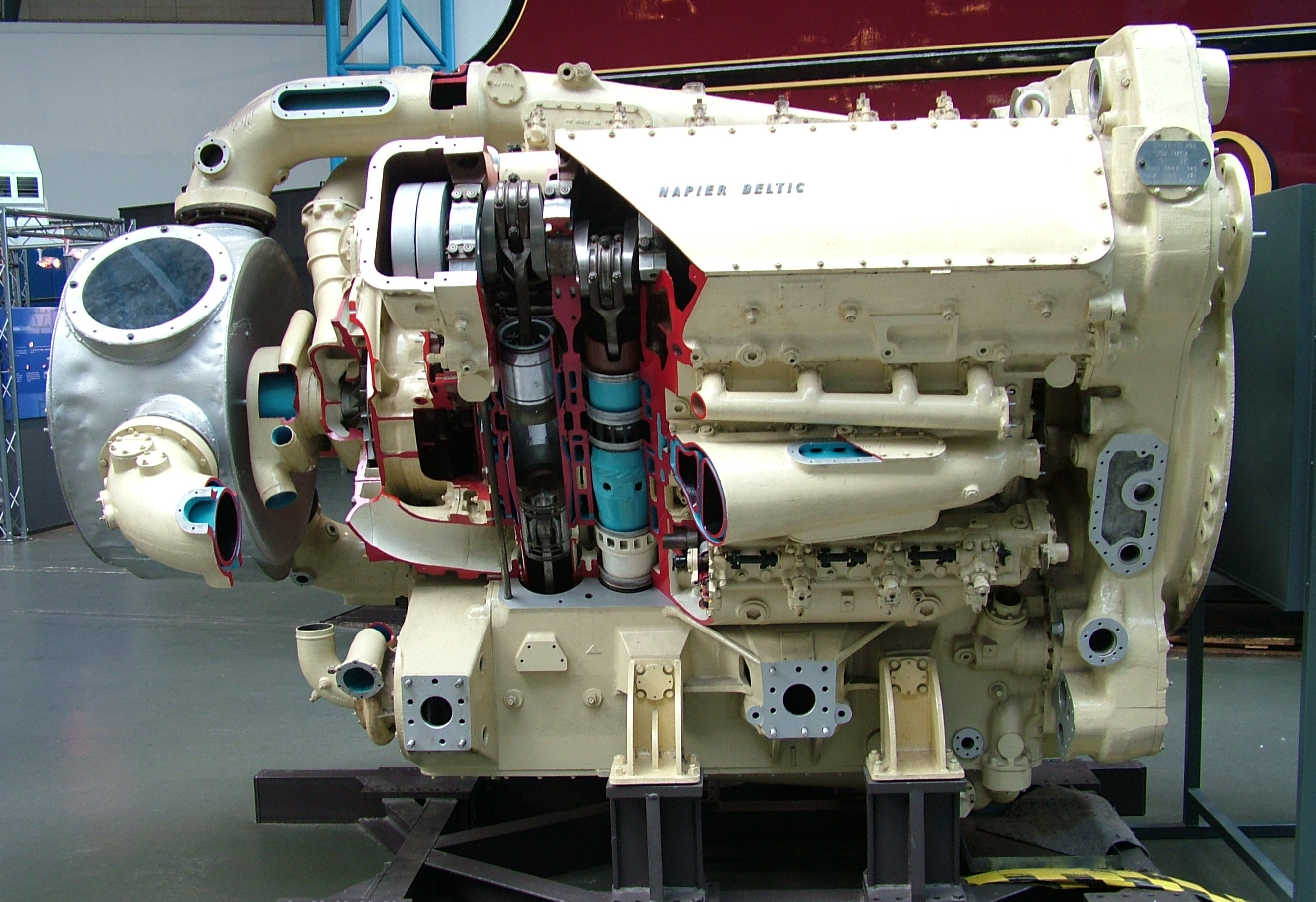
Двигун Napier Deltic, вирізаний для показу

Перші кроки щодо зміцнення Королівських ВПС були зроблені в травні 1935 року, і компанія English Electric була залучена до схеми виготовлення планерів, яка працювала разом з Handley Page. Голова правління доповів акціонерам, що хоча і Дік, і Керр, і Фенікс брали участь у авіабудівному бізнесі під час і незабаром після попередньої війни, проблеми настільки змінилися, що тепер вони є абсолютно новими для компанії. Завершуючи свій виступ, він також зазначив, що попит на побутову техніку, включаючи плити, сніданківки, пральні машини та водонагрівачі, поступово зростає.
Завод Preston без субпідряду виготовив понад 3000 літаків Hampden і Halifax.
У грудні 1942 року English Electric купила звичайні акції D. Napier & Son Limited. Пан Г. Г. Нельсон, син голови компанії English Electric Джорджа Нельсона, був призначений керуючим директором.
Двигуни Napier's Sabre використовувалися в літаках Typhoon і Tempest, а двигуни Lion - в моторних торпедних катерах.

## Мирний час

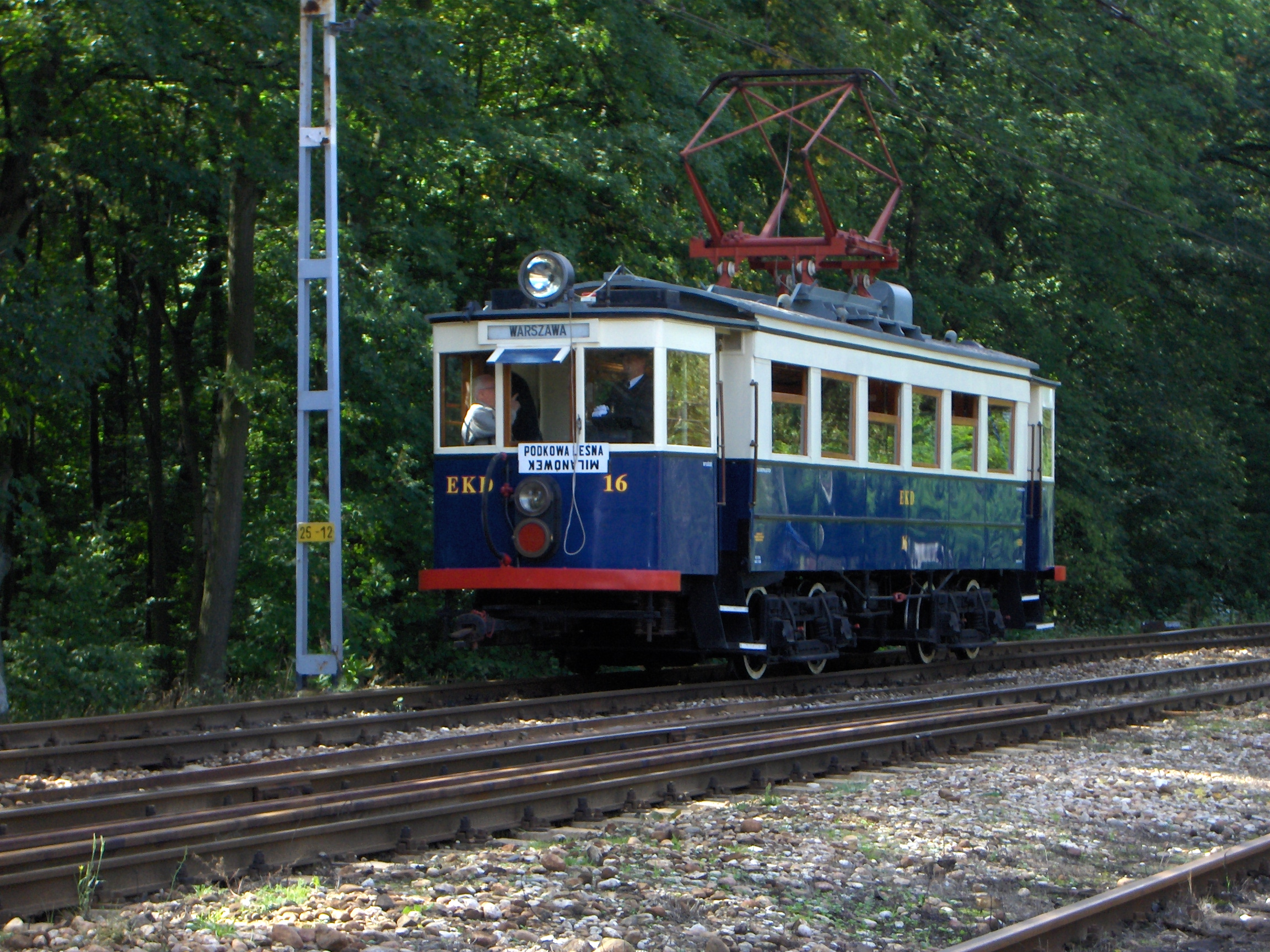
Англійський електричний трамвай EN80 1927 року, останній приклад парку з 20 трамваїв, який колись використовувався Варшавською приміською залізницею

У 1923 році компанія English Electric поставила електричні локомотиви EO для залізниць Нової Зеландії для використання між перевалом Артурс і Отірою в Південних Альпах. Між 1924 і 1926 роками вони поставили дев'ять електричних локомотивів із кабіною (B+B) портовим комісарам Монреаля (пізніше Національна рада портів); пізніше вони були передані Канадській національній залізниці, де чотири з них курсували до 1995 року. У 1927 році компанія English Electric поставила 20 електромобілів для Варшавської приміської залізниці. Протягом 1930-х років було поставлено обладнання для електрифікації системи Південної залізниці, що зміцнило позиції EE на ринку тяги, і вона продовжувала забезпечувати їх тяговими двигунами протягом багатьох років.

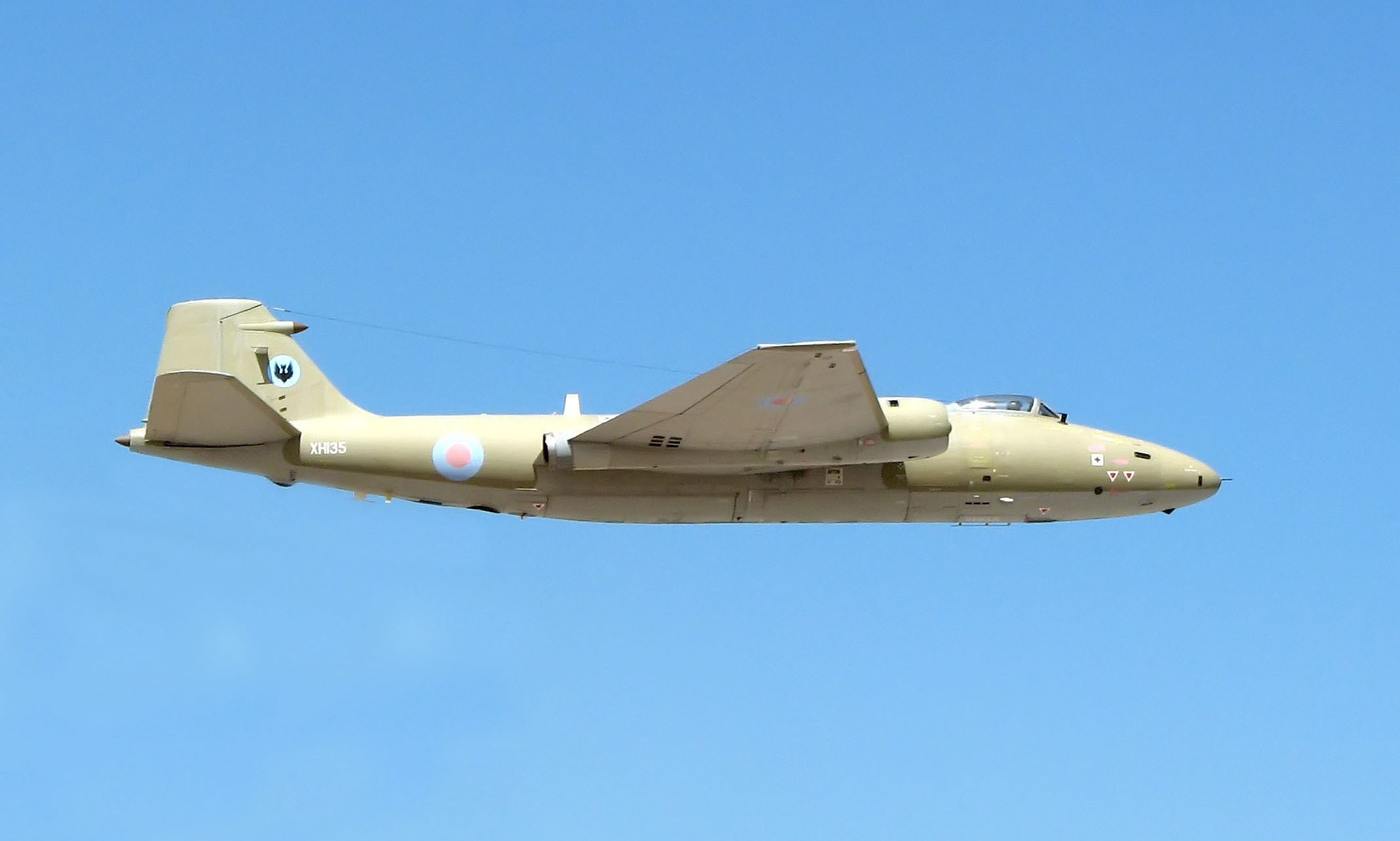
English Electric Canberra PR.9 RAF, 2006

Як Dick, Kerr & Co., так і компанія Phoenix Dynamo Manufacturing Company створювали літаки під час Першої світової війни, включаючи літаючі човни, розроблені Експериментальною станцією гідролітаків у Фелікстоу, 62 короткі типи 184 і 6 коротких бомбардувальників, розроблені Short Brothers . Виробництво літаків під англійською назвою Electric почалося в Бредфорді в 1922 році з Wren, але тривало лише до 1926 року після того, як був побудований останній літаючий човен Kingston .
З наближенням війни в Європі Міністерство авіації доручило компанії English Electric побудувати «фабрику тіней» на аеродромі Самлсбері в Ланкаширі для виготовлення бомбардувальників Handley Page Hampden. Починаючи з Flight Shed номер 1, перший Hampden, побудований English Electric, здійснив свій перший політ 22 лютого 1940 року, а до 1942 року було поставлено 770 Hampdens – більше половини всіх вироблених Hampdens. У 1940 році на цьому місці був побудований другий завод, а злітно-посадкова смуга була подовжена, щоб можна було розпочати будівництво чотиримоторного важкого бомбардувальника Handley Page Halifax. До 1945 року на цьому місці було побудовано п'ять головних ангарів і три злітно-посадкові смуги, які також були домом для № 9 групи RAF. До кінця війни з Семлсбері було побудовано понад 2000 галіфаксів.
У 1942 році English Electric придбала D. Napier & Son, виробника авіаційних двигунів. Разом із тіньовою фабрикою це допомогло відновити аеронавігаційний підрозділ компанії. Післявоєнна компанія English Electric вклала значні кошти в цей сектор, перемістивши конструкторські та експериментальні об’єкти до колишнього Королівських ВПС Уортон поблизу Престона в 1947 році. Ця інвестиція призвела до великих успіхів у Lightning і Canberra, останній виконував різноманітні завдання з 1951 року до середини 2006 року в Королівських ВПС.
Наприкінці війни компанія English Electric почала виробництво за ліцензією другого британського реактивного винищувача, de Havilland Vampire, понад 1300 винищувачів, побудованих у Семлсбері . Їхня власна проектна робота розпочалася після Другої світової війни під керівництвом WEW Petter, колишньої компанії Westland Aircraft. Незважаючи на те, що компанія English Electric створила лише два зразки літаків до того, як їхня діяльність стала частиною BAC, команда дизайнерів висунула пропозиції щодо багатьох проектів Міністерства авіації.
У 1958 році авіабудівний підрозділ був утворений у дочірню компанію English Electric Aviation Ltd., яка у 1960 році стала одним із засновників нової British Aircraft Corporation (BAC); English Electric має 40% акцій останньої компанії. Відділ керованої зброї був доданий до BAC у 1963 році.

## Деякі інші продукти
- Польська державна залізниця
- London Post Office Railway, London Post Office Railway 1927 Stock і London Post Office Railway 1962 Stock

- Підводні човни типу Черчилль

- A33 Excelsior